# Mykoła Szkarnikow
Mykoła Mykołajowycz Szkarnikow (ukr. Микола Миколайович Шкарніков, ros. Николай Николаевич Шкарников, ur. 4 stycznia 1946, zm. 9 kwietnia 2016) – ukraiński lekkoatleta, sprinter, później trener lekkoatletyczny. Podczas swojej kariery startował w barwach Związku Radzieckiego.
Specjalizował się w biegu na 400 metrów. Zdobył w nim brązowy medal, a także zwyciężył w sztafecie szwedzkiej na europejskich igrzyskach juniorów w 1964 w Warszawie.
Zdobył brązowy medal w biegu na 400 metrów na europejskich igrzyskach halowych w 1967 w Pradze, przegrywając jedynie z Manfredem Kinderem z RFN i Hartmutem Kochem z NRD. Na tych samych igrzyskach wystąpił również w biegu eliminacyjnym sztafety 4 × 2 okrążenia (w biegu finałowym wygranym przez sztafetę radziecką zastąpił go Aleksandr Bratczikow).
Szkarnikow był mistrzem ZSRR w sztafecie 4 × 400 metrów w 1965. W hali był mistrzem ZSRR w biegu na 400 metrów w 1967.
Po zakończeniu kariery zawodniczej pracował jako trener lekkoatletyczny.